# Elipsoida Johna
Elipsoida Johna lub Löwnera-Johna – pojęcie z zakresu geometrii wypukłej i teorii przestrzeni Banacha wprowadzone przez Fritza Johna w 1948 roku.

## Definicja
Niech X będzie n-wymiarową przestrzenią unormowaną oraz niech BX oznacza kulę jednostkową w przestrzeni X. Elipsoidą Johna przestrzeni X nazywa się kulę względem metryki zadanej przez pewien iloczyn skalarny w X (hiperkula) zawartą w BX o największej n-wymiarowej objętości
Istnienie elipsoidy Johna wynika z twierdzenia Heinego-Borela. Jest ona ponadto wyznaczona jednoznacznie.

## Lemat Dvoretzky’ego-Rogersa
Niech X będzie n-wymiarową przestrzenią unormowaną. Niech ρE oznacza normę euklidesową wprowadzoną przez elipsoidę Johna w X (tj. funkcjonał Minkowskiego elipsoidy Johna przestrzeni X). Istnieje wówczas taka baza ortonormalna (ej)j ≤ n w (X, ρE), że
{\displaystyle \|e_{j}\|_{X}\geqslant 2^{-{\frac {n}{n-j+1}}}\quad (j\leqslant n).}
W szczególności,
{\displaystyle \|e_{j}\|_{X}\geqslant {\frac {1}{4}}}
dla j ≤ n / 2 + 1.